# Secretaria General Tècnica del Ministeri de la presidència
La Secretaria General Tècnica-Secretariat del Govern, o simplement Secretariat del Govern, del Ministeri de la Presidència, Relacions amb les Corts i Igualtat és un òrgan d'aquest ministeri que depèn orgànicament de la Subsecretaria de la Presidència, Relacions amb les Corts i Igualtat.
El títol complet del Secretari General Tècnic és Secretari General Tècnic-Director del Secretariat del Govern, el titular actual del qual és Clara Mapelli Marchena.

## Funcions
Les funcions de la Secretaria General Tècnica es regulen en l'article 8 del Reial decret 816/2018:
- La realització d'estudis i informes sobre les matèries pròpies de la competència del Departament.
- L'estudi i informe dels assumptes sobre els quals hagin de deliberar el Consell de Ministres, la Comissió General de Secretaris d'Estat i Subsecretaris i les Comissions Delegades del Govern.
- L'elaboració dels informes a què es refereix l'article 26.5, paràgraf quart, de la Llei 50/1997, de 27 de novembre.
- La tramitació i, si escau, elaboració de les disposicions de caràcter general en matèries pròpies del Departament. D'igual forma, li correspon l'estudi, tramitació i, si escau, elaboració de les ordres del titular del Ministeri de la Presidència, Relacions amb les Corts i Igualtat dictades a proposta dels Ministres interessats, d'acord amb el que preveu l'article 24.1.f) de la Llei 50/1997, de 27 de novembre.
- L'informe, arxiu, custòdia i avaluació de l'execució dels convenis que subscrigui el Departament.
- La tramitació de tractats o convenis de caràcter internacional en matèries que afectin al Departament.
- La tramitació de recursos i reclamacions de la competència del Departament. També li corresponen les relacions del Ministeri amb els Jutjats i Tribunals de Justícia, així com la tramitació de les peticions rebudes en el Ministeri en exercici del dret de petició previst en l'article 29 de la Constitució Espanyola.
- La programació, coordinació i avaluació de les activitats editorials de la Administració General de l'Estat, així com la proposta i execució de la política editora del Departament.
- La prestació d'assistència documental als diferents serveis del Departament, així com la classificació, catalogació i custòdia dels fons bibliogràfics, documentals i arxivístics.
- La realització d'estudis i informes sobre els aspectes jurídic-administratius generals derivats de la pertinença a la Unió Europea.
- El seguiment i la realització d'informes sobre les qüestions constitucionals que puguin suscitar-se en relació amb les diferents iniciatives parlamentàries, que li siguin sol·licitats per la Secretaria d'Estat de Relacions amb les Corts.
- L'anàlisi i recopilació de la legislació estrangera, especialment la relativa als països membres de la Unió Europea.
- La coordinació de l'activitat del Ministeri en l'àmbit de la cooperació i de les relacions internacionals.
- La preparació de les reunions del Consell de Ministres, de les Comissions Delegades del Govern i de la Comissió General de Secretaris d'Estat i Subsecretaris; la determinació de les disposicions que hagin de tramitar-se com a conjuntes; la distribució de l'ordre del dia i de quants dades i antecedents precisin els membres dels òrgans col·legiats expressats per conèixer els assumptes sotmesos a deliberació, i la preparació i custòdia de les actes dels acords adoptats, vetllant per la seva execució.
- Vetllar pel compliment de les instruccions sobre la tramitació dels assumptes dels òrgans col·legiats del Governo, així com impulsar la implantació de noves tecnologies en aquest àmbit, en col·laboració amb la Sotsdirecció General de Tecnologies i Serveis d'Informació.
- Vetllar per la millora de la qualitat tècnica de les resolucions i disposicions emanades dels òrgans col·legiats del Govern, a través de l'elaboració, actualització i difusió de directrius de tècnica normativa.
- L'execució dels acords adoptats pel Consell de Ministres en relació amb els conflictes constitucionals i amb els procediments de declaració d'inconstitucionalitat.
- L'ordenació i control de la publicació de les disposicions i actes administratius que hagin d'inserir-se en el Butlletí Oficial de l'Estat, vetllant especialment per l'ordre de prioritat de les insercions, la salvaguàrdia de les competències dels diferents òrgans de l'Administració i el compliment dels requisits formals necessaris en cada cas.

## Estructura
La Secretaria General Tècnica està integrada per les següents unitats amb nivell orgànic de sotsdirecció general:
- La Subsecretaria General Tècnica.
- La Subdirecció General d'Informes i Estudis Internacionals.
- La Subdirecció General de Publicacions, Documentació i Arxiu.
- L'Oficina del Secretariat del Govern.
- La Subdirecció General de Seguiment d'Acords i Disposicions.
- La Subdirecció General de Recursos i Relacions amb els Tribunals.

## Secretaris generals tècnics
- Clara Mapelli Marchena (2018-)[3]
- Sergio Caravajal Álvarez (2012-2018)[4]
- Luis Pedro Villameriel Presencio (2009-2011)[5]
- Ana Bosch Jiménez (2006-2009)
- José Ignacio Vega Labella (2004-2006)
- Juan Antonio Puigserver Martínez (2002-2004)
- Pedro Gómez Aguerre (1996-2002)
- Diego José Martínez Martín (1995-1996)
- José María Roche Márquez (1993-1995)
- Encarnación Cazorla Aparicio (1992-1993)
- Santiago Felipe Mendioroz Echeverría (1992)
- Diego Chacón Ortiz (1985-1992)
- Josep Artigas Candela (1984-1985)
- Juan Pelegrí y Girón (1982-1984)
- Antonio Julve Benedicto (1982)
- Miguel Marañón Barrio (1981-1982)
- Francisco Javier Ruiz de Assin y Chico de Guzmán (1980-1981)
- José Manuel Almansa Pastor (1978-1980)
- Isidro Gregorio García Díez (1977-1978)